# FV Гидры
FV Гидры (лат. FV Hydrae) — одиночная переменная звезда в созвездии Гидры на расстоянии приблизительно 904 световых лет (около 277 парсек) от Солнца. Фотографическая звёздная величина звезды — от +11,4m до +10,7m.
Открыта Н. М. Шаховским в 1955 году*.

## Характеристики
FV Гидры — жёлтая эруптивная быстрая неправильная переменная звезда (ISB:) спектрального класса G5, или G8. Радиус — около 1,96 солнечного, светимость — около 2,929 солнечной. Эффективная температура — около 5395 K.